# Bitwa pod Myszyńcem (1920)
Bitwa pod Myszyńcem – walki dywizjonu Huzarów Śmierci z jednostkami sowieckiej 4 Armii i 3 Korpusu Kawalerii Gaja w czasie pościgu prowadzonego w ramach operacji warszawskiej.

## Sytuacja ogólna

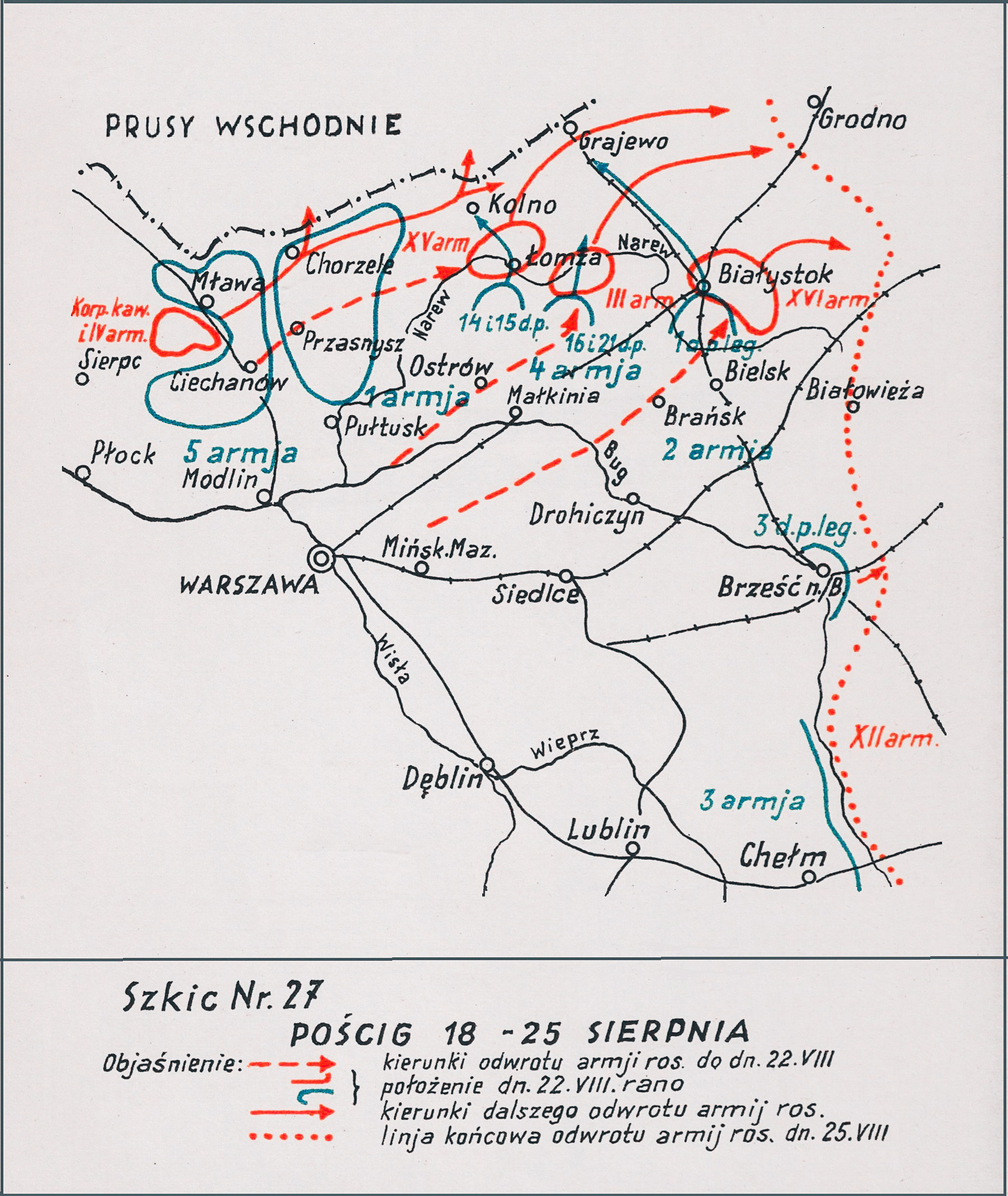
Adam Przybylski, Wojna Polska 1918–1921

4 lipca 1920 ruszyła II ofensywa sowieckiego Frontu Zachodniego pod hasłem: Na zachodzie ważą się losy wszechświatowej rewolucji – po trupie Polski wiedzie droga do wszechświatowego pożaru... Na Wilno – Mińsk – Warszawę – marsz!. W pierwszej dekadzie lipca przełamany został front polski nad Autą, a wojska Frontu Północno-Wschodniego gen. Stanisława Szeptyckiego cofały się pod naporem ofensywy czerwonoarmistów Michaiła Tuchaczewskiego.
Kolejne próby zatrzymania wojsk sowieckich prących na zachód nie przynosiły spodziewanych rezultatów. Obchodzący ugrupowanie obronne od północy III Korpus Kawalerii Gaja wymuszał dalszy odwrót wojsk polskich. Tempo natarcia wojsk sowieckich, jak na owe czasy, wydawało się oszałamiające i wynosiło ok. 20–30 km na dobę.
Wojsko Polskie traciło kolejno „linię dawnych okopów niemieckich”, linię Niemna i Szczary, czy wreszcie linię Bugu. Wojska polskie cofały się nadal, a kolejną naturalną przeszkodą terenową dogodną do powstrzymania sowieckiej ofensywy była Wisła. W godzinach wieczornych 6 sierpnia Naczelne Dowództwo Wojska Polskiego wydało rozkaz do przegrupowania i reorganizacji wojsk.
16 sierpnia ruszyła kontrofensywa znad Wieprza. Zmieniło to radykalnie losy wojny. Od tego momentu Wojsko Polskie było w permanentnej ofensywie.
17 sierpnia dywizjon Huzarów Śmierci porucznika Józefa Siły-Nowickiego obsadzał pozycje na odcinku „Benjaminów”. Jego patrole stwierdziły, że nieprzyjaciel opuszcza swoje stanowiska i wycofuje się za Bug. W zwycięskim pochodzie wojsk polskich za cofającym się i częściowo rozbitym wrogiem, dywizjon dotarł pod Myszyniec.

## Walki pod Myszyńcem
Podczas odwrotu Armii Czerwonej znad dolnej Wisły, pod Myszyńcem przebijały się na wschód oddziały sowieckiej 4 Armii i 3 Korpusu Kawalerii Gaja.
W tym czasie pod Myszyńcem działał dywizjon Huzarów Śmierci.
22 sierpnia pluton 3 szwadronu pod dowództwem plutonowego Bronisława Brauna, po przeprawieniu się przez Narew, natknął się na słaby oddział sowiecki. Po krótkiej walce zdobyto cztery działa z jaszczami, jeden ckm oraz 34 konie.
W tym czasie dowództwo dywizjonu ustaliło, że w okolicy Lipnik stacjonuje większy sowiecki oddział piechoty z dwoma działami. Zaatakował go 3 szwadron podporucznika Andrzeja Jezierskiego. Ze składu szwadronu wydzielony został oddział obejścia pod dowództwem st. wachmistrza Wieczorka, który uderzył na Sowietów z innej strony. Kozacki dowódca, nie orientując się z jakimi siłami przyszło mu walczyć, zdecydował się poddać swój oddział. Zdobyto 2 działa, kilka karabinów maszynowych oraz wzięto około 100 jeńców.
Po odesłaniu jeńców st. wachmistrz Wieczorek i plutonowy Majchrzak patrolowali Lipniki. W tym samym czasie do wioski wjechał patrol kozacki w sile kilkunastu ludzi. Zdecydowana postawa obu podoficerów i miejscowej ludności, uzbrojonej w broń myśliwską, umożliwiła rozbicie całego wrogiego patrolu.

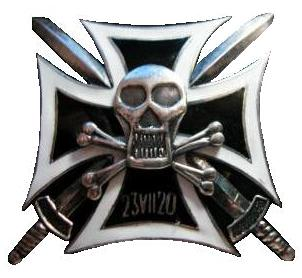
Odznaka Dywizjonu Huzarów Śmierci

23 sierpnia oddziały Gaja zniosły doszczętnie jeden z batalionów Brygady Syberyjskiej i skierowały się na Kolno. W związku z tym dowództwo 1 Armii przekazało dywizjon Huzarów Śmierci w podporządkowanie 8 Dywizji Piechoty pułkownika Stanisława Burhardt-Bukackiego.
Do wyparcia pozostawionych w Myszyńcu sowieckich oddziałów osłonowych utworzono z oddziałów 17 Dywizji Piechoty grupę uderzeniową podpułkownika Mścisława Butkiewicza, a ze składu 8 Dywizji Piechoty grupę majora Tysieckiego.
Rankiem 24 sierpnia uderzyła 8 Dywizja Piechoty i do 10.00 osiągnęła rejon Dąbrówki. W tym też czasie szwadrony porucznika Siły-Nowickiego rozpoczęły marsz w kierunku Myszyńca. Pod Wykrotem huzarzy natknęli się na przeważające siły przeciwnika. Walczono zarówno w szyku konnym, jak i pieszym.
Po pewnym czasie oddziały sowieckiej 17 Dywizji Strzelców zaczęły wycofywać się w kierunku Myszyńca, a Polacy przeszli do pościgu. Powstrzymał ich pod Myszyńcem silny ostrzał sowieckiej artylerii.
Porucznik Siła-Nowicki rozdzielił dywizjon na dwie części. Grupa pod jego dowództwem skierowała się szosą między Wolkowem a Dudami Puszczańskimi w kierunku grupy majora Tysieckiego, a 3 pluton 3 szwadronu ppor. Jezierskiego otrzymał rozkaz nawiązania współdziałania z grupą podpułkownika Butkiewicza. Około 20.00 kawaleryjskie oddziały osłonowe 3 KK Gaja opuściły Myszyniec. Polacy nie podjęli pościgu.
Tymczasem siły główne dywizjonu por. Józefa Siły-Nowickiego napotkały w okolicach Myszyńca maszerującą na wschód kolumnę 17 Dywizji Strzelców z artylerią i taborami.
Dwa szwadrony zdobyły tabory, ale przeciwnik opanował zamieszanie i wysunął na linię piechoty działa do strzelania „na wprost”. Szwadrony zebrały się po raz drugi i wykonały błyskawiczną szarżę „na armaty”. Sowieccy artylerzyści nie zdążyli oddać ani jednego strzału.
W nocy z 24 na 25 sierpnia dywizjon odpoczywał, a cały następny dzień poświęcił działaniom patrolowym okolicy Myszyńca, likwidując grupy sowieckich rozbitków błądzących po tutejszych lasach. Wieczorem 25 sierpnia pod Lemanem dywizjon Huzarów Śmierci walczył w „sposób kawaleryjski” z trzema szwadronami kozaków. W trakcie walki większość żołnierzy sowieckich została doszczętnie wycięta, a około 100 osób trafiło do niewoli. Zdobyto 10 karabinów maszynowych i dużą liczbę koni.

## Bilans walk
W starciach w rejonie Myszyńca dywizjon Huzarów Śmierci por. Józefa Siły-Nowickiego zdobył piętnaście armat, piętnaście cekaemów, kilkaset wozów taborowych i wielu jeńców.

Uczestnik walk, plutonowy Piotr Tudziński pisze:

Poza tą większą myszyniecką szarżą, było ich bardzo dużo w ciągu tych kilku dni. Trofea przedstawiały się dość pokaźnie. Oprócz tych 9-ciu armat zdobytych w szarży, dywizjon zdobył 6 innych, karabinów maszynowych około 15-tu, a taboru kilka kilometrów (tak liczyliśmy wówczas), koni około 200.